# Doberschütz
Doberschütz är en kommun och ort i Landkreis Nordsachsen i förbundslandet Sachsen i Tyskland. Kommunen har cirka 4 100 invånare.